# Векулешть (комуна)
Векулешть, Векулешті (рум. Văculești) — комуна у повіті Ботошані в Румунії. До складу комуни входять такі села (дані про населення за 2002 рік):
- Векулешть (1207 осіб)
- Горовей (47 осіб)
- Саученіца (999 осіб)

Комуна розташована на відстані 383 км на північ від Бухареста, 24 км на північний захід від Ботошань, 119 км на північний захід від Ясс.

## Населення
За даними перепису населення 2002 року у комуні проживали 2253 особи, усі — румуни. Усі жителі комуни рідною мовою назвали румунську.
Склад населення комуни за віросповіданням:
| Релігія       | Кількість осіб | Відсоток |
| ------------- | -------------- | -------- |
| православні   | 2181           | 96,8%    |
| адвентисти    | 59             | 2,6%     |
| бретрени      | 10             | 0,4%     |
| п'ятдесятники | 2              | 0,1%     |